# Premi Emmy 1964
La cerimonia dei Premi Emmy 1964, nota retroattivamente come 16ª edizione dei Primetime Emmy Awards (16th Primetime Emmy Awards), si è tenuta  all'Hollywood Palladium a Los Angeles (California) il 25 maggio 1964.
La cerimonia fu presentata da Joey Bishop.

## Primetime Emmy Awards
Per le candidature, furono presi in considerazione i programmi trasmessi tra il 15 aprile 1963 e il 12 aprile 1964.

### Migliore serie televisiva drammatica
- La parola alla difesa (The Defenders)
- Bob Hope Presents the Chrysler Theatre
- East Side/West Side
- Mr. Novak
- The Richard Boone Show

### Migliore serie televisiva comica
- The Dick Van Dyke Show
- The Bill Dana Show
- The Farmer's Daughter
- McHale's Navy
- That Was the Week That Was

### Migliore attore protagonista in una serie drammatica
- Dick Van Dyke – The Dick Van Dyke Show
- Richard Boone – The Richard Boone Show
- Dean Jagger – Mr. Novak
- David Janssen – Il fuggiasco (The Fugitive)
- George C. Scott – East Side/West Side

### Miglior attore protagonista in un singolo episodio di una serie televisiva
- Jack Klugman – La parola alla difesa | Episodio: Blacklist
- James Earl Jones – East Side/West Side | Episodio: Who Do You Kill?
- Roddy McDowall – Arrest and Trial | Episodio: Journey into Darkness
- Jason Robards – Hallmark Hall of Fame
- Rod Steiger – Bob Hope Presents the Chrysler Theatre | Episodio: A Slow Fade to Black
- Harold J. Stone – The Nurses | Episodio: Nurse is a Feminine Noun

### Migliore attrice protagonista
- Mary Tyler Moore – The Dick Van Dyke SHow
- Shirley Booth – Hazel
- Patty Duke – The Patty Duke Show
- Irene Ryan – Beverly Hillbillies
- Inger Stevens – The Farmer's Daughter

### Miglior attrice protagonista in un singolo episodio di una serie televisiva
- Shelley Winters – Bob Hope Presents the Chrysler Theatre | Episodio: Two is the Number
- Ruby Dee – The Nurses | Episodio: Express Stop from Lennox Avenue
- Bethel Leslie – The Richard Boone Show | Episodio: Statement of Fact
- Jeanette Nolan – The Richard Boone Show | Episodio: Vote No on 11!
- Diana Sands – East Side/West Side | Episodio: Who Do You Kill?

### Miglior attore non protagonista in una serie televisiva
- Albert Paulsen – Bob Hope Presents the Chrysler Theatre | Episodio: One Day in the Life of Ivan Denisovich
- Sorrell Booke – Il dottor Kildare (Dr. Kildare | Episodio: What's God to Julius?
- Conlan Carter – Combat! | Episodio: The Hostages
- Carl Lee – The Nurses | Episodio: Express Shop from Lenox Avenue

### Miglior attrice non protagonista in una serie televisiva
- Ruth White – Hallmark Hall of Fame | Episodio: Little Moon of Alban
- Martine Bartlett – Arrest and Trial | Episodio: Journey into Darkness
- Anjanette Comer – Arrest and Trial | Episodio: Journey into Darkness
- Rose Marie – The Dick Van Dyke Show
- Claudia McNeil – The Nurses | Episodio: Express Shop from Lenox Avenue

### Migliore regia per una serie drammatica
- East Side/West Side – Tom Gries per l'episodio Who Do You Kill?
- Bob Hope Presents the Chrysler Theatre – Sydney Pollack per l'episodio Something About Lee Wiley
- Hallmark Hall of Fame – George Schaefer per l'episodio The Patriots
- La parola alla difesa – Paul Bogart per l'episodio Moment of Truth
- La parola alla difesa – Stuart Rosenberg per l'episodio Blacklist

### Migliore regia per una serie comica o commedia
- The Dick Van Dyke Show – Jerry Paris
- Beverly Hillbillies – Richard Whorf
- The Farmer's Daughter – Paul Nickell, William D. Russell e Don Taylor
- McHale's Navy – Sidney Lanfield

### Migliore sceneggiatura originale per una serie drammatica
- La parola alla difesa – Ernest Kinoy per l'episodio Blacklist
- Bob Hope Presents the Chrysler Theatre – David Rayfiel per l'episodio Something About Lee Wiley
- Breaking Point – Allan Sloane per l'episodio And James Was A Very Small Snail
- Il dottor Kildare – Adrian Spies per l'episodio What's God to Julius?
- East Side/West Side – Arnold Perl per l'episodio Who Do You Kill?

### Migliore sceneggiatura non originale per una serie drammatica
- Bob Hope Presents the Chrysler Theatre – John O'Hara (storia), Rod Serling (adattamento) per l'episodio It's Mental Work
- Alfred Hitchcock presenta (Alfred Hitchcock Presents) – James Bridges (adattamento) per l'episodio The Jar
- Hallmark Hall of Fame – Sidney Kingsley (storia), Walter Newman (adattamento) per l'episodio The Patriots
- The Richard Boone Show – Anton Čechov (storia), Walter Newman (adattamento) per l'episodio The Hooligan

### Migliore sceneggiatura per una serie comica, commedia o varietà
- The Dick Van Dyke Show – Carl Reiner, Sam Denoff e Bill Persky
- The Danny Kaye Show – Herbert Baker, Mel Tolkin, Ernest Chambers, Saul Ilson, Sheldon Keller, Paul Mazursky, Larry Tucker, Gary Belkin e Larry Gelbart
- The Farmer's Daughter – Steve Gethers, Jerry Davis, Lee Loeb e John McGreevey
- That Was the Week That Was – Robert Emmett, Gerald Gardner, Saul Turteltaub, David Panich, Tony Webster e Thomas Meehan